# Región del Delta del Río Rojo
Đồng Bằng Sông Hồng («Delta del Río Rojo») es una de las ocho regiones que conforman un grupo secundario en la organización territorial de la República Socialista de Vietnam.

## Geografía
Esta región se localiza en la zona noroeste del país. La extensión de territorio de la región de Đồng Bằng Sông Hồng abarca un área de 14.812,5 kilómetros cuadrados.

## Demografía
En esta región vivían diecinueve millones de personas en el año 2019, por lo que la densidad poblacional es de 1.282,7 habitantes por kilómetro cuadrado, casi cien veces superior a la media del conjunto de Vietnam.

## Economía del delta
En 2003, de los 78 millones de habitantes de Vietnam, casi un tercio (24 millones) vivían en la cuenca del río Rojo, incluidos más de 17 millones de personas en el propio delta. La mayor parte de la población trabaja en el cultivo del arroz, pero la región del delta alberga otras actividades económicas importantes como la pesca, la acuicultura, la recuperación de Tierras ganadas al mar para la agricultura, la construcción de puertos, la explotación de los manglares y los bosques, etc. Además, hay muchas zonas industriales grandes en el delta del Río Rojo, agrupadas en Việt Trì, Hanói, Hải Phòng y Nam Định. El desarrollo socioeconómico en el delta también se ve afectado por tormentas estacionales, inundaciones, erosión costera, sedimentación, agua intrusiones de agua de mar, etc.
Aunque el delta del río Rojo representa sólo el 5% del territorio de Vietnam, el 30% de la población del país vive allí, lo que la convierte en la parte más densamente poblada del país. El 80% de la población está empleada en la agricultura, pero las tierras agrícolas del delta representan sólo entre 0,3 y 0,5 hectáreas por hogar, lo que hace que la limitada oferta de tierras cultivables sea una limitación importante para mejorar los niveles de vida.
Agrícolamente, el delta del río Rojo es la segunda zona productora de arroz más importante de Vietnam y representa el 20% de la cosecha nacional. La producción de arroz está cerca del nivel óptimo, con muy poca brecha de rendimiento para explotar y empleando técnicas de doble cultivo para lograr rendimientos cercanos al máximo. Sin embargo, el rico suelo del delta presenta una posibilidad de diversificación de cultivos y existe potencial para un mayor desarrollo de la acuicultura. Con estas presiones de desarrollo, el medioambiente y el ecosistema estuarino se enfrentan a la degradación debido a las amenazas de contaminación, sobrepesca y acuicultura que destruyen los hábitats naturales.